# Österreichischer Behindertensportverband
Der Österreichische Behindertensportverband, kurz ÖBSV, wurde am 22. Oktober 1958 in Wien gegründet und ist die Dachorganisation aller in Österreich tätigen Behinderten- und Versehrtensportvereine und -verbände. Der ÖBSV dient dabei als Schnittstelle der einzelnen Landesorganisationen. Diese Organisationen koordinieren die Anliegen der Vereine in den jeweiligen Bundesländern und veranstalten unter anderem auch Landesmeisterschaften.

## Aufgaben

### Breitensport
Die Förderung des Breitensports steht beim ÖBSV an allererster Stelle: Durch Basis-Arbeit in den Verbänden und Vereinen, in den Kompetenzgremien, mit Schnupperwochen und Sportcamps, Kennenlern-Kursen und Informationsveranstaltungen. Eine Mitgliedschaft im ÖBSV bringt bei all diesen Angeboten viele Vorteile.

### Sportentwicklung
Die Kompetenzgremien und Landesverbände sind die Sportentwicklungseinheiten für den Breitensport. Im Mittelpunkt stehen die Beratung zu Sportarten, Entdeckung von besonderen Fähigkeiten und Talenten, Hinführen zu bestimmten Sportarten und nationalen Wettkämpfen, Begleitung zur nationalen Klassifizierung bis hin zur Kaderaufnahme in einer bestimmten Sportart. Dabei organisiert der ÖBSV jährlich über 150 Sportveranstaltungen wie Sportevents in Schulen oder Rehabilitationszentren, Behindertensportwochen, Trainingskurse, Sportfeste, Turniere, Österreichische Meisterschaften und Österreichische Staats-Meisterschaften. Alle Sportler des ÖBSV haben selbst in irgendeiner Form eine Behinderung, wodurch im ÖBSV auch ein sehr wertvoller Erfahrungsaustausch stattfindet.
In den österreichweit rund hundert Vereinen unterstützen die Sportler fachlich kompetente Experten sowie erprobte Ausbildungsprogramme beim Erlernen einer Sportart. Egal, ob die Behinderung von Geburt an besteht oder später eingetreten ist: Der ÖBSV entwickelt Sport für alle Alters-, Behinderungs- und Leistungsgruppen – von Jung bis Alt, in sechs Behinderungsgruppen in rund zwanzig Sportarten.

### Spitzensport
Vom Einsteiger bis zum Weltklasse-Athleten – der ÖBSV ist für alle da. Im Rahmen des Spitzensports werden jährlich rund 25 internationale Groß-Sportveranstaltungen mit Sportlerinnen beschickt. Für Europameisterschaften und Weltmeisterschaften übernimmt der ÖBSV neben speziellen Vorbereitungskursen auch die Finanzierung der Entsendungen.

### Ausbildung beim ÖBSV
Ausbildungsmöglichkeiten:
Übungsleiter: In Sportmodulen lernt man behindertenspezifisches Training im Sport.
Instruktor: Staatliche Ausbildung im allgemeinen Behindertensport und im Behindertenskilauf
Begleitsportler: Mit sehbehinderten oder blinden Sportlern übt man Sportaktivitäten wie Laufen oder Skifahren aus.
Schiedsrichter: Ermöglichen reguläre Wettkämpfe.
Klassifizierer: Stufen Sportler mit unterschiedlichsten Behinderungsformen ein.

## Kompetenzgremien
Mit Hilfe von Kompetenzgremien können die Bedürfnisse der unterschiedlichen Behinderungen koordiniert werden. Aus diesem Grund formte der ÖBSV folgende 6 Kompetenzgremien:
- Amputiertensport
- Blinden- und Sehbehindertensport
- Cerebralparetikersport
- Hörbehindertensport
- Mentalbehindertensport
- Rollstuhlsport

## Mitglied in internationalen Weltverbänden
Der ÖBSV ist mit seinen Behinderungsgruppen Mitglied in den folgenden internationalen Weltverbänden:
- International Wheelchair and Amputee Sports Federation (IWAS)
- International Blind Sports Federation (IBSA)
- Cerebral Palsy International Sports and Recreation Association (CPISRA)
- International Sports Federation for Persons with Intellectual Disability (INAS-FID)